# Nationalliga B (Eishockey) 1962/63
Die Saison 1962/63 war die 16. reguläre Austragung der Nationalliga B, der zweithöchsten Schweizer Spielklasse im Eishockey. Der Zweitligameister Grasshopper Club Zürich qualifizierte sich für die NLA-Relegation, in der er den Aufstieg erreichte.

## Modus
Die Liga wurde in zwei Gruppen aufgeteilt. Die jeweiligen Gruppensieger qualifizierten sich für das Final. Der Zweitligameister qualifizierte sich für die NLA-Relegation. Für einen Sieg erhielt jede Mannschaft zwei Punkte, bei einem Unentschieden einen Punkt. Bei einer Niederlage erhielt man keine Punkte.

## Hauptrunde

### Gruppe West
| Pl. | Team                 | Sp. | S  | U | N  | Tore  | Pkt. |
| --- | -------------------- | --- | -- | - | -- | ----- | ---- |
| 1.  | Genève-Servette HC   | 13  | 12 | 1 | 0  | 73:25 | 25   |
| 2.  | HC Martigny          | 14  | 9  | 0 | 5  | 46:37 | 18   |
| 3.  | HC Sierre            | 14  | 6  | 2 | 6  | 57:38 | 14   |
| 4.  | Lausanne HC          | 14  | 7  | 0 | 7  | 52:49 | 14   |
| 5.  | HC Genève            | 14  | 6  | 2 | 6  | 57:56 | 14   |
| 6.  | HC Fleurier          | 14  | 5  | 4 | 5  | 36:43 | 14   |
| 7.  | HC La Chaux-de-Fonds | 14  | 5  | 1 | 8  | 36:47 | 11   |
| 8.  | HC Montana           | 13  | 0  | 0 | 13 | 22:84 | 0    |

### Gruppe Ost
| Pl. | Team                    |
| --- | ----------------------- |
| 1.  | Grasshopper Club Zürich |

## Final
- Grasshopper Club Zürich – Genève-Servette HC 3:1/6:5